# 윤은서
윤은서(1992년 7월 24일 ~ )는 대한민국의 성우로, 2015년 대원방송 성우극회 6기 공채로 입사했다.

## 출연 작품

### 애니메이션
대원방송
- 12영웅전사 - 피니
- 나의 히어로 아카데미아 - 미도리야의 엄마, 13호, 어린 토도로키
- 내 친구 호비 - 무지개반 선생님, 베니 엄마, 키로, 우키, 냥군이
- 달의 요정 세일러문 세일러 스타즈 - 세일러 알루미나 세이렌, 앨리스, 홍예빈
- 듀비카
- 드래곤볼 슈퍼 - 마이, 오그마
- 블랙 클로버 - 어린 유노
- 빙과 - 야마니시 미도리, 오노데라, 마츠시로
- 소년탐정 김전일 R 2기
- 신 도라에몽
- 심쿵! 프리큐어 - 란스, 마나의 엄마
- 역전재판 - 앵무새
- 오소마츠 6쌍둥이 - 사치코, 샤오링(22화)
- 원피스 Original 14기 마린포드 편 PART1 - 카타리나 데본, 엘미
- 원피스 Original 16기 어인섬 편 - 알파카치노
- 원피스 NEW 조 편 - 완다
- 원피스 NEW 홀케이크 아일랜드 편 - 어린 이치디, 샬롯 프랄리네
- 원피스 New 무사의 나라 편 - 카타리나 데본
- 에버 애프터 하이 - 매들린, 큐피드, 달링
- 케모노 프렌즈 - 넓적부리황새
- 퍼즐앤드래곤 크로스 - 절세의 붉은 용환사 소니아, 아그드랄
- 페어리 테일 제로 - 미린
- 해피니스 프리큐어! - 글라산, 전다혜
- Go! 프린세스 프리큐어 - 정바다/큐어 머메이드

타방송사
- 시냇가의 크레이그 - 키트
- 포켓몬스터 W - 하루
- 몰리 맥기와 유령 (디즈니+) - 대럴 맥기

### 극장용 애니메이션
- 극장판 도라에몽: 신 진구의 우주개척사 - 라이저
- 극장판 도라에몽: 신 진구의 버스 오브 재팬 - 그리핀
- 극장판 달의 요정 세일러문 R
- 극장판 달의 요정 세일러문 S - 스노우 댄서
- 극장판 달의 요정 세일러문 SuperS - 본본 베이비즈
- 극장판 유희왕 더 다크 사이드 오브 디멘션즈(2016) - 소년 바크라
- 극장판 프리큐어 올스타즈 NEW STAGE 2 마음의 친구 - 란스
- 극장판 SPY×FAMILY CODE: White - 피오나 프로스트 / 밤의 장막
- 드래곤볼 레이징 블래스트 슈퍼 사이언 멸망 계획
- 드래곤볼 에피소드 오브 버독 OVA
- 짱구는 못말려 극장판: 폭풍수면! 꿈꾸는 세계 대돌격 - 나미리, 치타

### 특촬물
- 가면라이더 드라이브 - 이하늬
- 파워레인저 닌자포스 - 이하늬, 설녀(23화)

### 게임
- 그림노츠 - 사오정
- 섀도우버스
- 클로저스 - 파이 윈체스터, 슈에, 왈라
- 쿠키런: 킹덤 - 칠리맛 쿠키
- 리그오브레전드 - 제리
- 발로란트 - 네온
- 블루 프로토콜 - 아인레인